# 梅尔罗斯修道院
梅尔罗斯圣玛丽修道院（St Mary's Abbey, Melrose）是位于苏格兰边境罗克斯堡郡梅尔罗斯的一座西多会修道院。它于1136年由西多会僧侣应大衛一世的要求创立，在蘇格蘭宗教改革之前一直是该国的主要修道院。现在修道院由苏格兰历史环境局维护，为在册古迹。
修道院东部于1146年完工，并于接下来的50年里不断扩建。修道院为哥特式风格，整体布局为一个圣约翰十字架形，装饰十分繁复。亚历山大二世和其他苏格兰国王和贵族都安葬在修道院。1921年，修道院中发现了一个据信装有罗伯特一世防腐心脏的铅制容器。

## 历史
现在的修道院建成之前这里以东3.5公里处本来就有一所修道院，祭祀林迪斯法恩的圣艾丹。圣卡斯伯特在附近长大，并曾在老梅尔罗斯修道院修行。他的学生埃塞尔韦尔德（Æthelweald）后来成为了老梅尔罗斯的院长。

### 西多会修道院

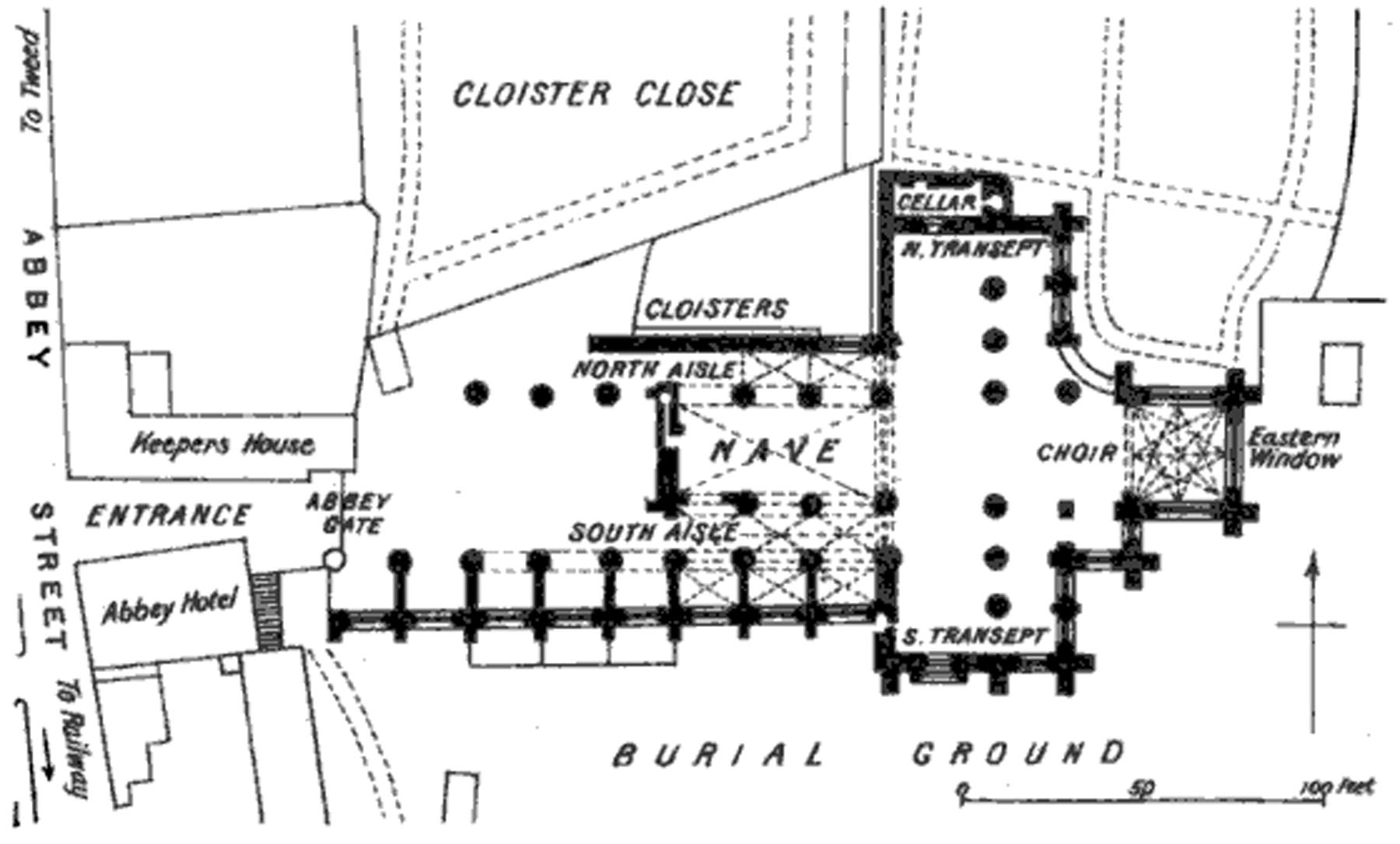
梅尔罗斯修道院平面图

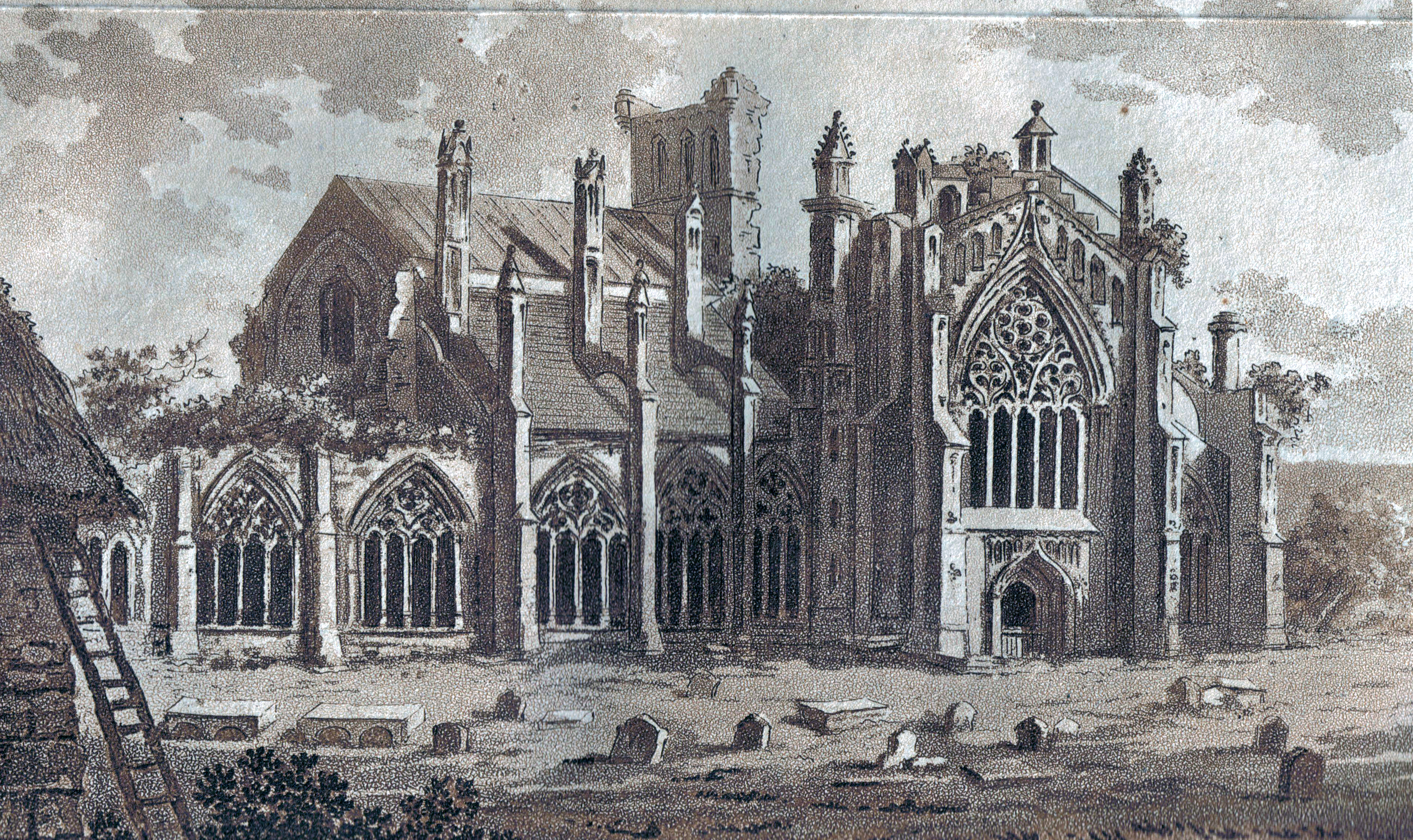
1800年的梅尔罗斯修道院，当时修道院的一部分仍被用作教区教堂

梅尔罗斯是苏格兰第一座西多会修道院。大卫一世本想在老梅尔罗斯原址直接建造新修道院，但西多会坚持说这块土地不适合耕种，因此选择了现在的地点。修道院在历经十年的修建后于1146年完工，供奉圣玛丽，是苏格兰西多会的母教堂。它的第一批修士来自里沃克斯修道院。
12世纪，西多会在梅尔罗斯务农，并在北欧各大贸易港口销售梅尔罗斯羊毛。一个小镇慢慢围绕修道院形成。
1148年到1159年，其院长为大卫的继子瓦尔特奥夫（Waltheof of Melrose），富有权力与财富。大卫一世给予其梅尔罗斯、艾尔登的土地，以及特威德河的捕鱼权。瓦尔特奥夫的墓地也在修道院里，后世成为朝圣之处。
梅尔罗斯处于是南方前往爱丁堡的主干道上，容易受战争影响。1322年，该镇遭到爱德华二世军队的袭击，修道院大部分被毁，后在罗伯特一世的命令下重建。1385年，修道院又被理查二世的军队烧毁。它随后又经历了一个世纪的重建，1504年詹姆斯四世到访时仍未完工。
1544年粗暴求婚战役中，修道院再次遭到严重破坏，之后便再也未能恢复往日荣光。其最后一位院长詹姆斯·斯图亚特（詹姆斯五世的私生子）于1557年去世。
1618年，修道院的一部分改建为周围城镇的教区教堂，一直使用到1810年。1822年，沃尔特·司各特在巴克盧公爵的资助下，监督梅尔罗斯修道院修复工作。1918年，公爵将梅尔罗斯修道院交给国家。